# Kaspadi, Sagar
Kaspadi là một làng thuộc tehsil Sagar, huyện Shimoga, bang Karnataka, Ấn Độ.